# Mélanie Blouin
Mélanie Blouin, född 14 juli 1990, är en friidrottare från Kanada. Hon deltog vid olympiska sommarspelen 2012.